# بوحجله
بوحجله (به عربی: بوحجلة) یک منطقهٔ مسکونی در تونس است که در استان قیروان واقع شده‌است. بوحجله ۷٬۹۴۰ نفر جمعیت دارد.